# 켈시 맨
켈시 맨(영어: Kelsey Mann)은 미국의 애니메이션 감독, 스토리보드 아티스트이다. 《인사이드 아웃 2》의 감독으로 장편 데뷔하였다.
노던미시간 대학교 졸업 후 카툰 네트워크에서 《덕 다저스》, 《스타워즈: 클론 전쟁》 등의 작품에서 스토리보드를 담당했다. 2009년 픽사 애니메이션 스튜디오에 입사하여, 《몬스터 대학교》, 《굿 다이노》, 《온워드》의 스토리 원안을 담당했고 단편 〈파티 센트럴〉을 연출했다.